# Les Éternels (bande dessinée)
Pour l’article homonyme, voir Les Éternels.
Les Éternels est une série de bande dessinée française.

## Personnages
- Uma : policière, sœur jumelle de Mira
- Mira : membre des Éternels, le service secret des diamantaires d'Anvers
- Mehdi : inspecteur de police kabyle et homosexuel, collègue d'Uma

## Synopsis
Les Éternels forment une organisation plus ou moins secrète, chargée de la « police » des diamants. Ils travaillent à Anvers, pour les riches diamantaires, surveillent les transactions, le transport des diamants. Tous agissent sous pseudonyme, la discrétion est une de leurs règles de base, le professionnalisme en toutes circonstances une autre. (Les amourettes entre agents sont formellement interdites).
Uma, une jeune policière assez dépressive, est sans nouvelle de sa jumelle depuis douze ans. Le jour où elle découvre un crâne portant toutes les caractéristiques de sa sœur, elle est aussi enlevée par les Éternels. Elle doit remplacer sa sœur Mira au sein de l'organisation.

## Commentaires
La série mêle policier, action, espionnage, romance. Comme dans les meilleurs James Bond, les agents disposent d'équipements modernes et sophistiqués. Comme les lunettes RA (à réalité augmentée) qui fournissent en temps réel des informations sur les scènes observées : armement, état d'esprit, intentions des protagonistes.
Les allusions aux films d'action sont nombreuses : Matrix, Men in Black, Les diamants sont éternels.

## Albums
- Les Éternels, Dargaud :

1. Uma, 2003  (ISBN 978-2205053005).
2. Mira, 2004  (ISBN 978-2205054743).
3. Le Diamant d'Abraham, 2005  (ISBN 978-2205056525).
4. Le Puits des ténèbres, 2006  (ISBN 978-2205057744).
5. La Cire qui chante, 2010  (ISBN 978-2-205-05905-2).
6. Le Cercueil de glace, 2010  (ISBN 978-2-205-06378-3).

- Uma, Horizon BD, 2012. Artbook.

### Documentation
- Félix Meynet (int. par Nicolas Pothier), « Croqueur de diamants », BoDoï, no 56,‎ octobre 2002, p. 20.